# Fort Belle Fontaine
Pour les articles homonymes, voir Belle Fontaine.
 (novembre 2023).
Si vous disposez d'ouvrages ou d'articles de référence ou si vous connaissez des sites web de qualité traitant du thème abordé ici, merci de compléter l'article en donnant les références utiles à sa vérifiabilité et en les liant à la section « Notes et références ».
Fort Belle Fontaine ou Fort Bellefontaine est un site historique qui fut édifié à l'époque de la Louisiane française. Il est situé aujourd'hui dans l'État du Missouri.

## Historique
Fort Belle Fontaine fut un poste de traite à l'époque de la Louisiane française. Les trappeurs et coureurs des bois français et Canadiens-français parcouraient ce territoire dès le XVIIe siècle. Le site était établi sur la rive sud de la Missouri près de son confluent avec le Mississippi.
Dans la seconde moitié du XVIIIe siècle, durant l'occupation espagnole de la Louisiane, devenue Louisiane espagnole, ce poste de traite de la fourrure est fortifié par l'occupant, jusqu'au retour de la Louisiane à la France.
Après la vente de la Louisiane aux États-Unis, le fort fut occupé par les troupes américaines vers 1805. En tant que première base militaire du Territoire de Louisiane nouvellement acheté à la France, le fort fut un point où s'organisèrent et d'où partirent de nombreuses expéditions vers l'Ouest Américain, comme celle de Lewis et Clark (1804) puis celle de Pike (1806).
Le site de Belle Fontaine est aujourd'hui préservé par le St. Louis County Park mais il ne reste aucune trace des structures originales du fort. Les crues de la Missouri ont depuis longtemps emporté les vestiges du site.

## Source
- (en) www.explorestlouis.com